# スマトラサイ
スマトラサイ（Dicerorhinus sumatrensis）は、哺乳綱奇蹄目サイ科スマトラサイ属に分類されるサイであり、少なくとも3つの亜種が確認されている。かつてはインド亜大陸からヒマラヤ山脈や内モンゴル自治区などの中国大陸の北部にかけて分布していたが、ユーラシア大陸ではほぼ絶滅して現在の確認されている生息地は東南アジアのスマトラ島とボルネオ島に限定されている。

## 概要

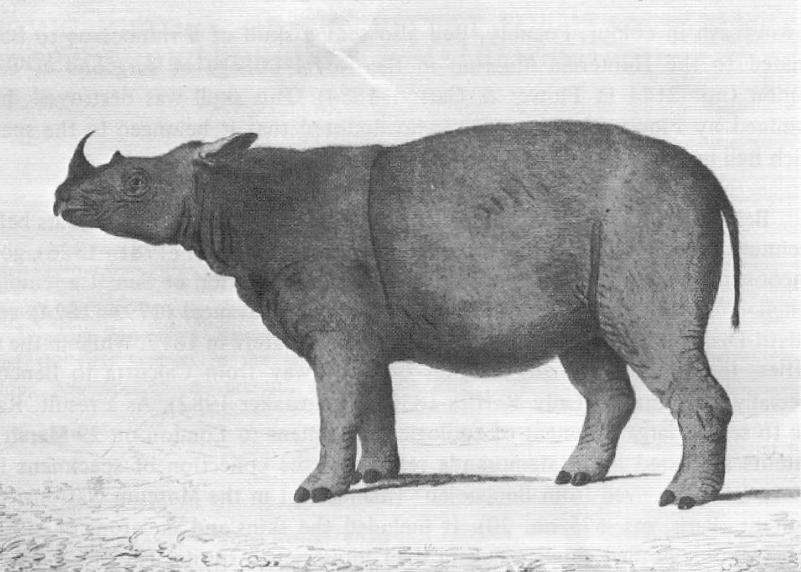
1793年に描かれた、西洋科学の下で記録された最初の個体の初の模写。

現生のサイ科では本種のみでスマトラサイ属を構成する。さらに現生種には（主に生息地に左右された）大別して3つの亜種が識別されており、ニシスマトラサイ（D. s. sumatrensis）、ボルネオサイ（ヒガシスマトラサイ D. s. harrissoni）、キタスマトラサイ（チッタゴンサイ D. s. lasiotis）が確認されている。
現生のサイでは最小種であり、また現生種では唯一体表に顕著な体毛を生やしている。さらに、アジアに分布する現生のサイにおいても、ジャワサイやインドサイとは異なって2本の角を持つことも特徴の一つである。
胴体に体毛が比較的に多く生えているために英名の一つは「Hairy Rhinoceros（意：毛深いサイ）」であるが、比較的に近縁な化石種である「Woolly rhinoceros（意：多毛なサイ）」ことコエロドンタ属のケブカサイ（ケサイ、Coelodonta antiquitatis）とは異なる。
全ての亜種が人為的な影響のために個体数と分布範囲が激減し、各々が絶滅の危険性が高く、残存する個体の分布も野生絶滅や地域絶滅を経て著しく縮小して分断されている。結果的に全亜種が近絶滅種（Critically Endangered）に指定されており、この中でボルネオサイは機能的絶滅に陥っている可能性が高く、ユーラシア大陸本土にも分布して分布が最も広大であった最大亜種のキタスマトラサイはすでに絶滅している可能性がある。

## 分類

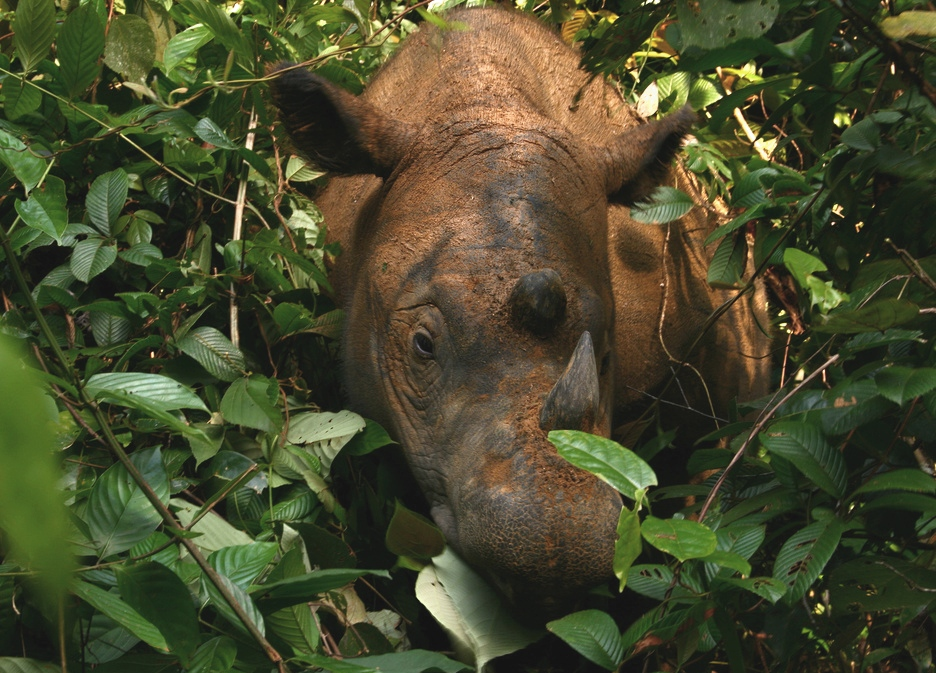
ニシスマトラサイ
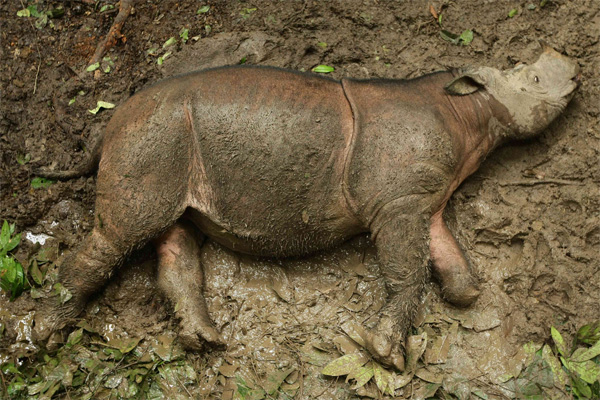
ボルネオサイ （ヒガシスマトラサイ）
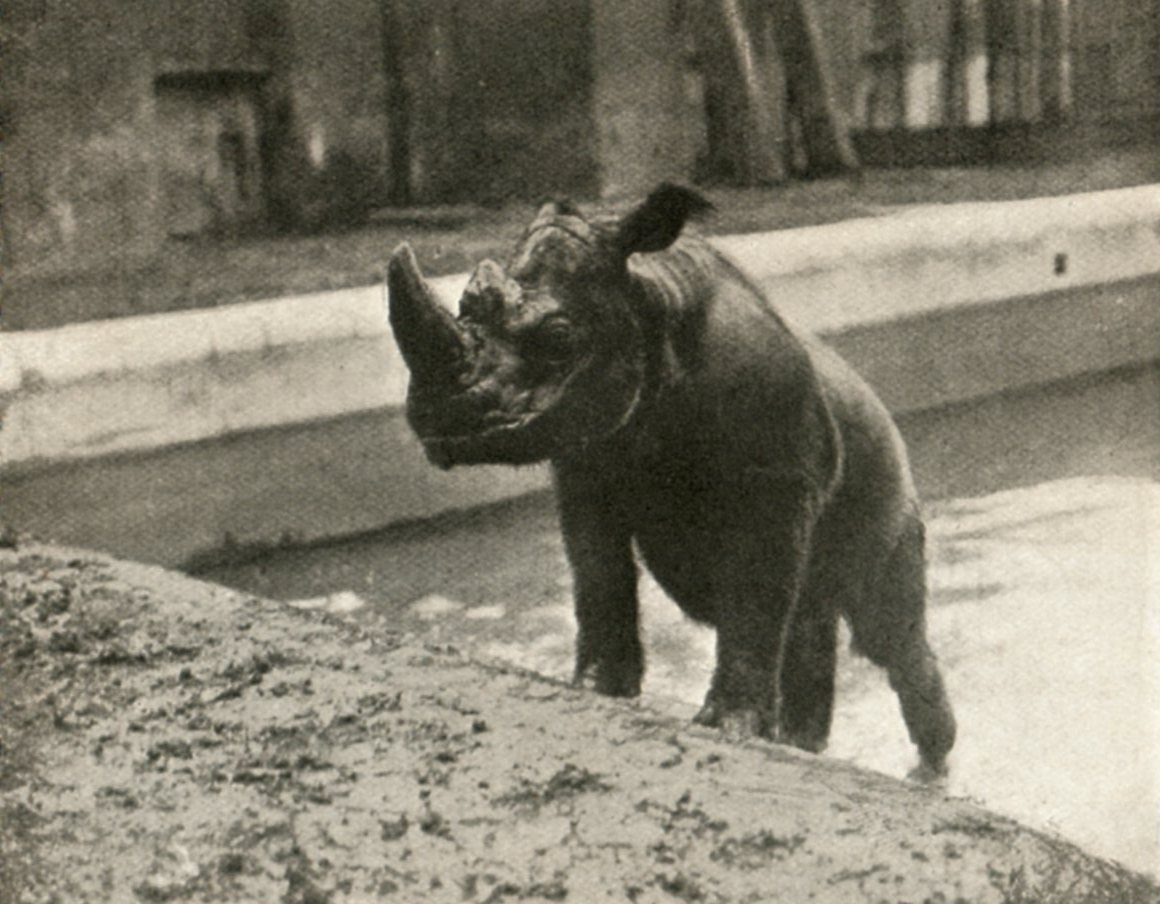
キタスマトラサイ （チッタゴンサイ）

模式標本の産地（基準産地・タイプ産地・模式産地）は、スマトラ島。種小名の「sumatrensis」は「スマトラ産の」という意味であり、和名や英名と同義である。
以下の亜種の分類は、Grubb(2005)に従う。
Dicerorhinus sumatrensis sumatrensis (Fischer, 1814)　Western Sumatran rhinoceros
インドネシア（スマトラ島）。タイ王国、マレーシア（マレー半島）では絶滅。
Dicerorhinus sumatrensis harrissoni Groves, 1865　Bornean rhinoceros
インドネシア（ボルネオ島）？。マレーシア（ボルネオ島）では野生絶滅。
Dicerorhinus sumatrensis lasiotis (Buckland, 1872)　Northern Sumatran rhinoceros
ミャンマー北部？。インド、バングラデシュ、ブータンでは絶滅。
化石種ではケブカサイ、ステップサイおよび近縁であり日本列島にも分布した「ニッポンサイ」ことメルクサイがスマトラサイと比較的に近縁であると考えられている。以下のダイアグラムは2021年に発表された説に準拠している。
|  | クロサイ (Diceros bicornis)    |
|  |                                |
|  | シロサイ (Ceratotherium simum) |
|  |                                |

|  | インドサイ (Rhinoceros unicornis) |
|  |                                   |
|  | ジャワサイ (Rhinoceros sondaicus) |
|  |                                   |

|  | スマトラサイ (Dicerorhinus sumatrensis) |
|  | |
|  | \| \| ケブカサイ (Coelodonta antiquitatis) \| \| \| \| \| \| メルクサイ（英語版） (Stephanorhinus kirchbergensis)（ニッポンサイ） \| \| \| \| |
|  | |
|  | ケブカサイ (Coelodonta antiquitatis) |
|  | |
|  | メルクサイ (Stephanorhinus kirchbergensis)（ニッポンサイ）                                                                                    |
|  | |

|  | ケブカサイ (Coelodonta antiquitatis)                       |
|  |                                                            |
|  | メルクサイ (Stephanorhinus kirchbergensis)（ニッポンサイ） |
|  |                                                            |

|  | インドサイ (Rhinoceros unicornis) |
|  |                                   |
|  | ジャワサイ (Rhinoceros sondaicus) |
|  |                                   |

|  | スマトラサイ (Dicerorhinus sumatrensis) |
|  | |
|  | \| \| ケブカサイ (Coelodonta antiquitatis) \| \| \| \| \| \| メルクサイ（英語版） (Stephanorhinus kirchbergensis)（ニッポンサイ） \| \| \| \| |
|  | |
|  | ケブカサイ (Coelodonta antiquitatis) |
|  | |
|  | メルクサイ (Stephanorhinus kirchbergensis)（ニッポンサイ）                                                                                    |
|  | |

|  | ケブカサイ (Coelodonta antiquitatis)                       |
|  |                                                            |
|  | メルクサイ (Stephanorhinus kirchbergensis)（ニッポンサイ） |
|  |                                                            |

|  | クロサイ (Diceros bicornis)    |
|  |                                |
|  | シロサイ (Ceratotherium simum) |
|  |                                |

|  | インドサイ (Rhinoceros unicornis) |
|  |                                   |
|  | ジャワサイ (Rhinoceros sondaicus) |
|  |                                   |

|  | スマトラサイ (Dicerorhinus sumatrensis) |
|  | |
|  | \| \| ケブカサイ (Coelodonta antiquitatis) \| \| \| \| \| \| メルクサイ（英語版） (Stephanorhinus kirchbergensis)（ニッポンサイ） \| \| \| \| |
|  | |
|  | ケブカサイ (Coelodonta antiquitatis) |
|  | |
|  | メルクサイ (Stephanorhinus kirchbergensis)（ニッポンサイ）                                                                                    |
|  | |

|  | ケブカサイ (Coelodonta antiquitatis)                       |
|  |                                                            |
|  | メルクサイ (Stephanorhinus kirchbergensis)（ニッポンサイ） |
|  |                                                            |

|  | インドサイ (Rhinoceros unicornis) |
|  |                                   |
|  | ジャワサイ (Rhinoceros sondaicus) |
|  |                                   |

|  | スマトラサイ (Dicerorhinus sumatrensis) |
|  | |
|  | \| \| ケブカサイ (Coelodonta antiquitatis) \| \| \| \| \| \| メルクサイ（英語版） (Stephanorhinus kirchbergensis)（ニッポンサイ） \| \| \| \| |
|  | |
|  | ケブカサイ (Coelodonta antiquitatis) |
|  | |
|  | メルクサイ (Stephanorhinus kirchbergensis)（ニッポンサイ）                                                                                    |
|  | |

|  | ケブカサイ (Coelodonta antiquitatis)                       |
|  |                                                            |
|  | メルクサイ (Stephanorhinus kirchbergensis)（ニッポンサイ） |
|  |                                                            |

|  | クロサイ (Diceros bicornis)    |
|  |                                |
|  | シロサイ (Ceratotherium simum) |
|  |                                |

|  | インドサイ (Rhinoceros unicornis) |
|  |                                   |
|  | ジャワサイ (Rhinoceros sondaicus) |
|  |                                   |

|  | スマトラサイ (Dicerorhinus sumatrensis) |
|  | |
|  | \| \| ケブカサイ (Coelodonta antiquitatis) \| \| \| \| \| \| メルクサイ（英語版） (Stephanorhinus kirchbergensis)（ニッポンサイ） \| \| \| \| |
|  | |
|  | ケブカサイ (Coelodonta antiquitatis) |
|  | |
|  | メルクサイ (Stephanorhinus kirchbergensis)（ニッポンサイ）                                                                                    |
|  | |

|  | ケブカサイ (Coelodonta antiquitatis)                       |
|  |                                                            |
|  | メルクサイ (Stephanorhinus kirchbergensis)（ニッポンサイ） |
|  |                                                            |

|  | インドサイ (Rhinoceros unicornis) |
|  |                                   |
|  | ジャワサイ (Rhinoceros sondaicus) |
|  |                                   |

|  | スマトラサイ (Dicerorhinus sumatrensis) |
|  | |
|  | \| \| ケブカサイ (Coelodonta antiquitatis) \| \| \| \| \| \| メルクサイ（英語版） (Stephanorhinus kirchbergensis)（ニッポンサイ） \| \| \| \| |
|  | |
|  | ケブカサイ (Coelodonta antiquitatis) |
|  | |
|  | メルクサイ (Stephanorhinus kirchbergensis)（ニッポンサイ）                                                                                    |
|  | |

|  | ケブカサイ (Coelodonta antiquitatis)                       |
|  |                                                            |
|  | メルクサイ (Stephanorhinus kirchbergensis)（ニッポンサイ） |
|  |                                                            |

|  | クロサイ (Diceros bicornis)    |
|  |                                |
|  | シロサイ (Ceratotherium simum) |
|  |                                |

|  | インドサイ (Rhinoceros unicornis) |
|  |                                   |
|  | ジャワサイ (Rhinoceros sondaicus) |
|  |                                   |

|  | スマトラサイ (Dicerorhinus sumatrensis) |
|  | |
|  | \| \| ケブカサイ (Coelodonta antiquitatis) \| \| \| \| \| \| メルクサイ（英語版） (Stephanorhinus kirchbergensis)（ニッポンサイ） \| \| \| \| |
|  | |
|  | ケブカサイ (Coelodonta antiquitatis) |
|  | |
|  | メルクサイ (Stephanorhinus kirchbergensis)（ニッポンサイ）                                                                                    |
|  | |

|  | ケブカサイ (Coelodonta antiquitatis)                       |
|  |                                                            |
|  | メルクサイ (Stephanorhinus kirchbergensis)（ニッポンサイ） |
|  |                                                            |

|  | インドサイ (Rhinoceros unicornis) |
|  |                                   |
|  | ジャワサイ (Rhinoceros sondaicus) |
|  |                                   |

|  | スマトラサイ (Dicerorhinus sumatrensis) |
|  | |
|  | \| \| ケブカサイ (Coelodonta antiquitatis) \| \| \| \| \| \| メルクサイ（英語版） (Stephanorhinus kirchbergensis)（ニッポンサイ） \| \| \| \| |
|  | |
|  | ケブカサイ (Coelodonta antiquitatis) |
|  | |
|  | メルクサイ (Stephanorhinus kirchbergensis)（ニッポンサイ）                                                                                    |
|  | |

|  | ケブカサイ (Coelodonta antiquitatis)                       |
|  |                                                            |
|  | メルクサイ (Stephanorhinus kirchbergensis)（ニッポンサイ） |
|  |                                                            |

- ニシスマトラサイ（英語版）
- ボルネオサイ（英語版）
（ヒガシスマトラサイ）
- キタスマトラサイ（英語版）
（チッタゴンサイ）

## 分布

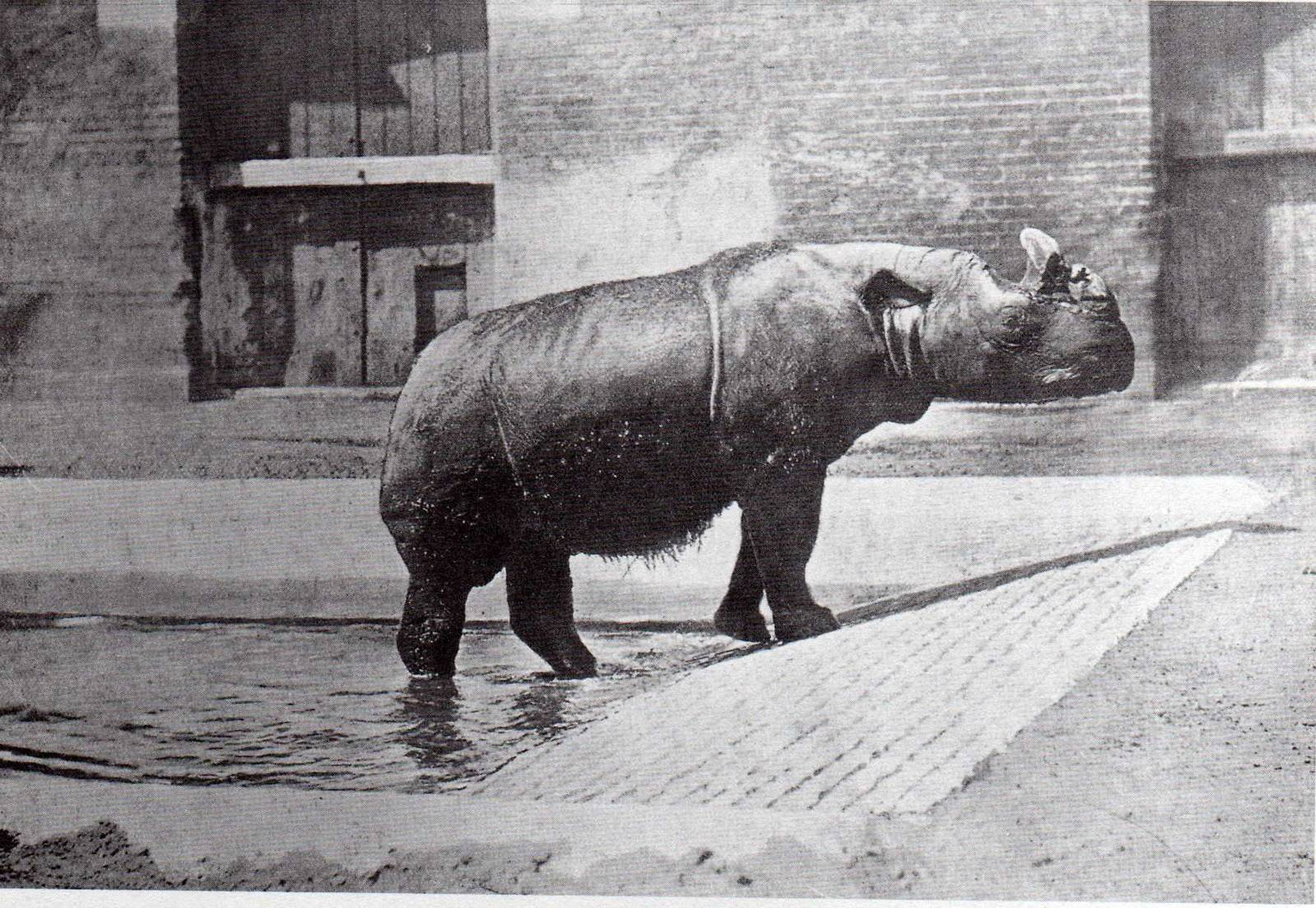
1890年にロンドン動物園で飼育されていたキタスマトラサイ（チッタゴンサイ）のメス。

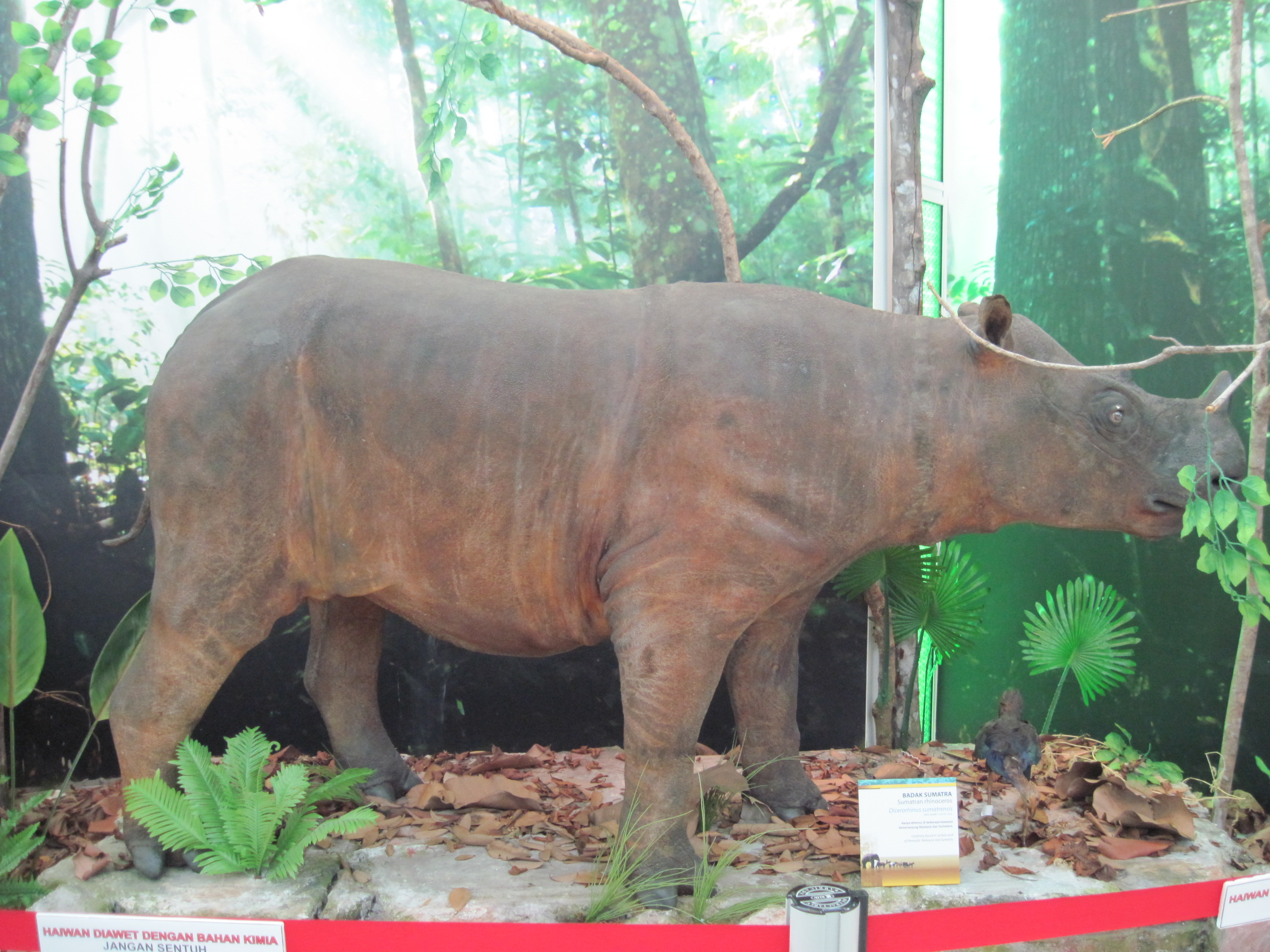
ボルネオサイ（ヒガシスマトラサイ）の剥製。

各亜種を統合すると、主な分布はインドネシア（スマトラ島）であり、インド、カンボジア、タイ王国、バングラデシュ、ブータン、ブルネイ、ベトナム、マレーシア、ラオス、中国などでは絶滅していおり、ミャンマー北部での生存の可能性もあるが決して高くない。
キタスマトラサイとニシスマトラサイはユーラシア大陸の本土にも生息していた。前者は最大亜種であり、本来の分布はアジアの広範囲に及び、3亜種でも最も分布域が広大であった。一方で、ニシスマトラサイの大陸側における分布は主にマレー半島のみであった。キタスマトラサイは実質的に亜種自体が絶滅している可能性が高く、大陸側のニシスマトラサイの個体群も絶滅していると思われるため、現在のニシスマトラサイとボルネオサイ（ヒガシスマトラサイ）の残されたごく僅かな生息地はスマトラ島とボルネオ島の非常に限られた地域に限定されている。ボルネオサイは2015年4月にボルネオ島のマレーシア側で野生絶滅および地域絶滅したとマレーシア政府によって発表されたが、2016年3月にインドネシア側（東カリマンタン州）で若いメスが捕獲されており、ボルネオ島にも生存個体が現存している可能性が示唆されている。
ユーラシア大陸の本土にも広く分布していた、おそらく絶滅していると思われるキタスマトラサイ（チッタゴンサイ）が最も分布が広く、インドシナ半島、インド亜大陸（インド東部）、ブータン側のヒマラヤ山脈、バングラデシュ、内モンゴル自治区を含む中国大陸の北部にまで達していたが、インドの東北部以外では1920年代までに地域絶滅を迎え、インドの東北部でも1997年に絶滅が宣言された。ミャンマーやマレーシアに生き残りが存在する可能性も指摘されているが、ミャンマーでは政治的な事情などから調査が進んでおらず、マレー半島にキタスマトラサイまたはニシスマトラサイの生存個体が現在も生息している可能性は実際には非常に低いと考えられている。

## 形態

人間との大きさの比較。

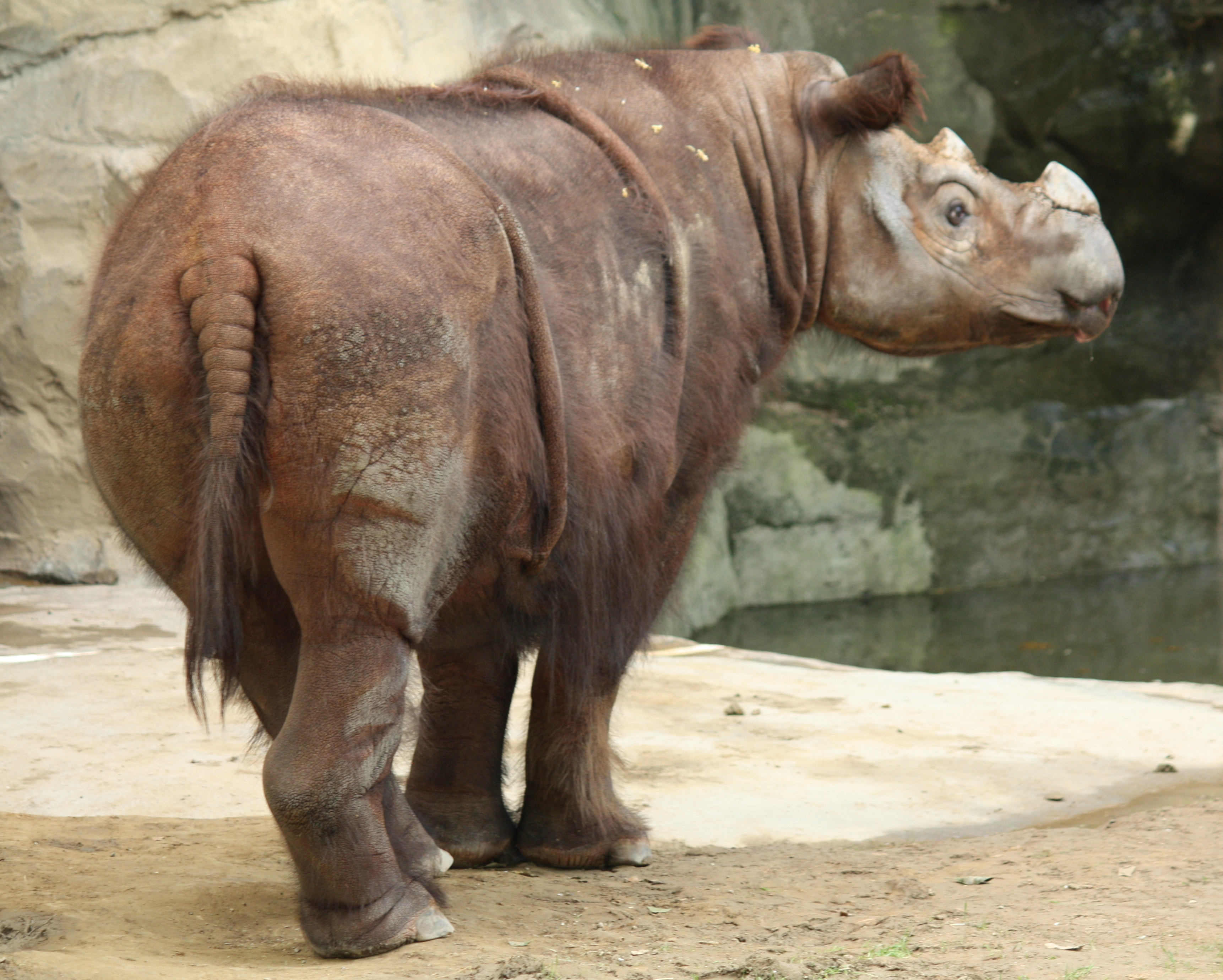
サイの現生種では最も顕著に体表に体毛を持つ。写真はニシスマトラサイ。

現生のサイ科では最小種であり、頭胴長（体長）は236 - 320センチメートル、尾長が65センチメートル、肩高は108 - 150センチメートル程度である。体重は野生下では800 - 1,000キログラム、飼育下では2トンに達した記録が存在する。
暗灰褐色の皮膚の厚さは約1.6センチメートルであり、サイ科としては比較的に薄い。全身は耳介も含めて、粗く長い体毛で被われる。2本の角があり、角長は最大で38.1センチメートル（平均オス25センチメートル、メス10センチメートル）になる。
出産直後の幼獣は体長90センチメートル。体重25キログラム。角長2センチメートル。メスは角が小型で、後部の角は瘤状。クロサイに似て餌を捕捉しやすく発達した唇を持ち、目の周りにも皺を持つ。
3つの亜種を遺伝的な手段を用いずに短絡な観察で識別することは難しい。亜種間の形態的な違いは少ないが一切存在しないわけではなく、たとえばキタスマトラサイ（チッタゴンサイ）は最大の亜種であり、ニシスマトラサイと比較すると角がより長大で、耳介上の毛もより長いが、対照的に胴体上の体毛はより薄かったとされている。耳の毛が特徴的であることから、キタスマトラサイの異名として「Hairy-eared Sumatran Rhinoceros（耳が毛深いスマトラサイ）」や「Ear-fringed Rhinoceros（耳飾りを持つサイ）」が存在した。ボルネオ島に分布するボルネオサイが最小亜種であり、頭部の大きさも比較的に小さいが、皮膚の色が最も暗く、幼獣の体毛も他の2種よりも大幅に密集しているが、成長するに従って体毛はより濃い色になるのと同時により疎らになっていく。
なお、キタスマトラサイをインドネシアのニシスマトラサイと同一亜種に再評価することが検討されたこともあったが、前者が後者よりも顕著に大型であり、角もより大きくて長く、耳介の毛も顕著に長いなどの外見的な特徴から、最終的には両者が別亜種として存続し続けることになった。

## 生態

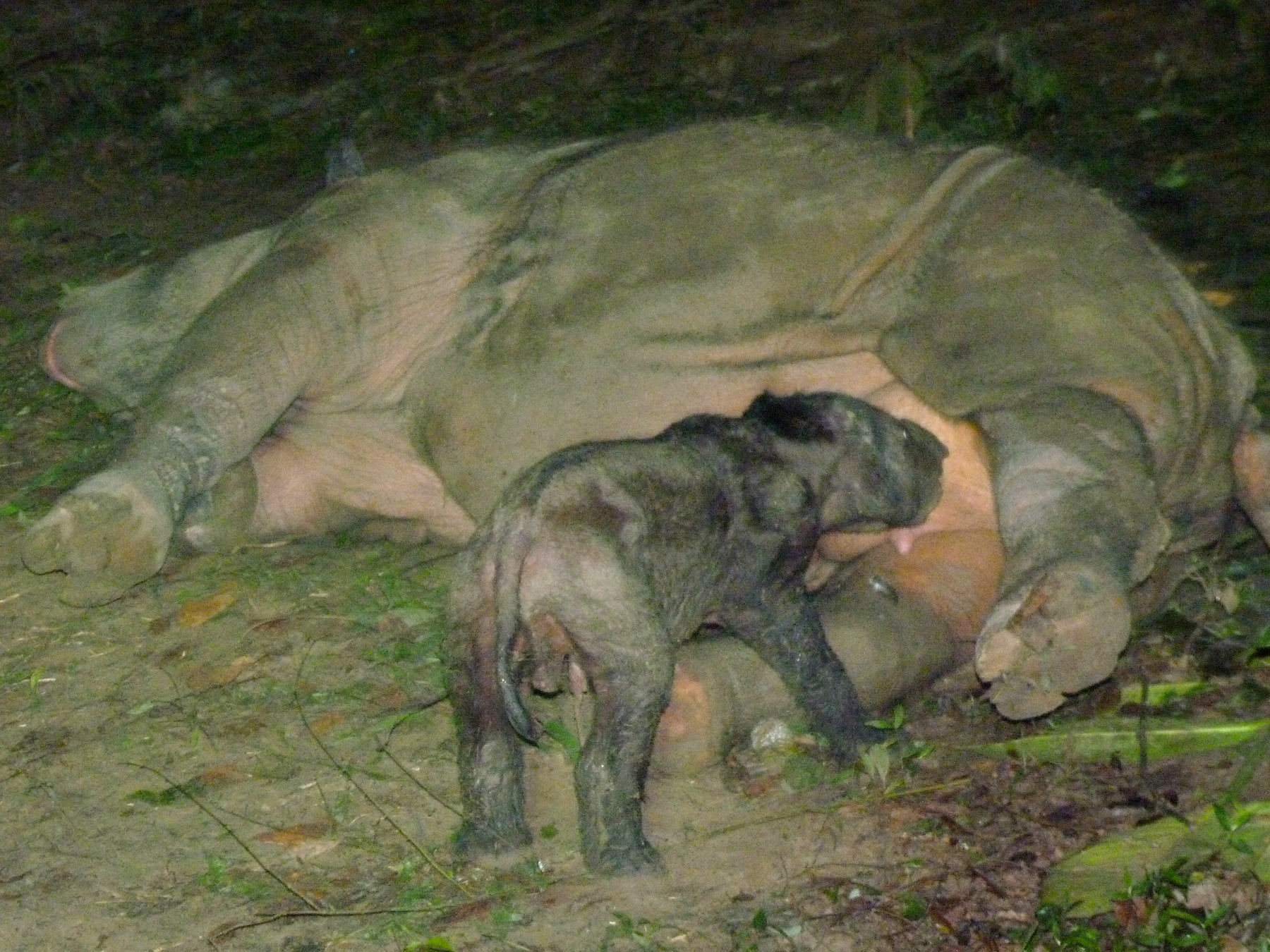
授乳の様子。

熱帯雨林や湿潤林などに生息し、特に河川や沼といった水源の周辺に好んで生息する。以前はジャワサイと同所的に分布する地域では本種はより標高が高い場所に生息しすみわけていたが、生息地が激減したため様々な標高に生息する。
厳密な夜行性ではないが活発に行動するのが夕方から午前中という生活サイクルであり、沼田場と餌場を往復する傾向が強い。昼間は水浴びや泥浴びをしたり日陰で休息し、夜間は採食などを行う。基本的には単独性が強く、単独やペアもしくはその幼獣からなる家族群を形成し生活する。オスは30平方キロメートル、メスは10平方キロメートルの行動圏内で生活する。斜面や崖を素早く登ることができる。泳ぎも上手く、海を泳いだ例もある。
樹皮、木の枝、葉、イチジク類・マンゴーなどの果実、タケノコなどを食べる。
繁殖形態は胎生。妊娠期間は約8か月という報告例があるが疑問視されている。3 - 4年に1回の頻度で1頭の幼獣を産むとされるが、出産が記録・観察された事例は非常に限られており、飼育下においても繁殖の成功事例はほぼ存在せず、繁殖などについても不明な点が多い。授乳期間は16 - 17か月オスは生後10年程、メスは生後 6 - 7年程で性成熟する。寿命は35 - 40年程と考えられている。

## 人間との関係

### 保護

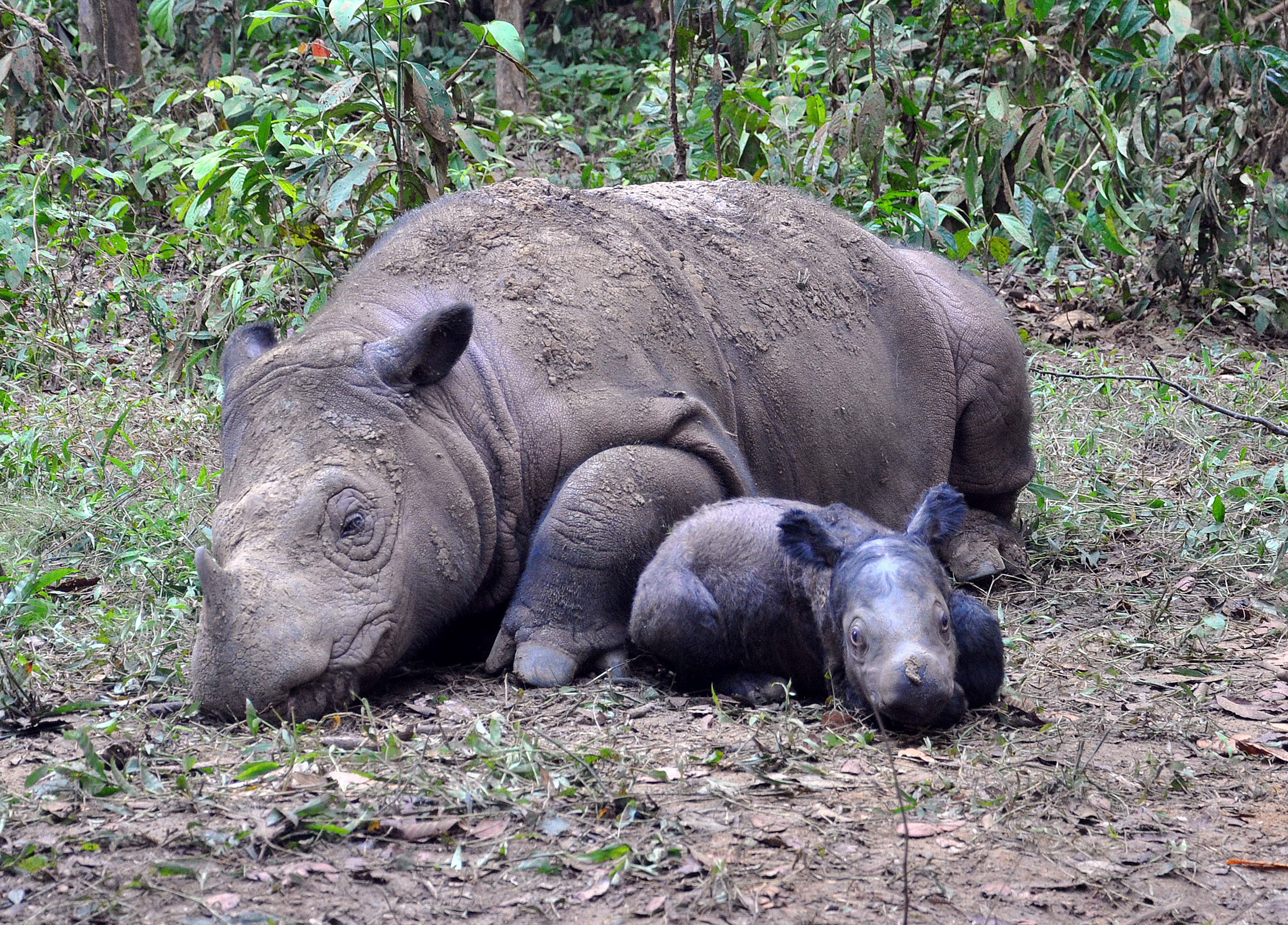
ワイ・カンバス国立公園内の「Sumatran Rhino Sanctuary」で飼育されているニシスマトラサイの親子。
この子供（Ratu）はインドネシアの飼育下で誕生した初の個体であり、世界全体でも5番目の事例（飼育下での誕生）であった。

角が工芸品とされたり、科学的に裏付けされていないにも関わらず、角や血液や糞尿までもが薬用になると信じられてきた。角目的の密猟、コーヒー・コメ・植物油（パーム油）・アブラヤシなどの生産などを目的としたプランテーションへの転換や道路やダムなどの建設による生息地の破壊、違法な木材採取、鳥類などの採集、漁業による攪乱、生息地の分断などにより生息数は激減しており、最後の砦とも言えるスマトラ島における状況も非常に危機的である。また、生息地の破壊が負の相乗効果を発生させており、道路の開発によって人間や物資の移動や運搬などが効率化されたことがさらに森林伐採や密猟などを加速させてきた。さらに、個体数と生息地の激減と個体群の分断による近親交配による免疫力の低下などのリスクの増加も考えられる。対策としては、角などの規制・密猟者の取り締まり・監視などの強化や、緑の回廊の構築による生息環境などの確保などが挙げられる。
1975年のワシントン条約の発効時から（1977年からはサイ科単位で）ワシントン条約附属書Iに掲載されており、1977年からサイ科に由来する一切の製品の商用の取引が禁止されてきたが、密猟や密輸などに直面しており保護における効果は決して高くない。1989年における生息数は536 - 962頭、1993年における生息数は356 - 495頭、1995年における生息数は約300頭と推定されている。

### 飼育

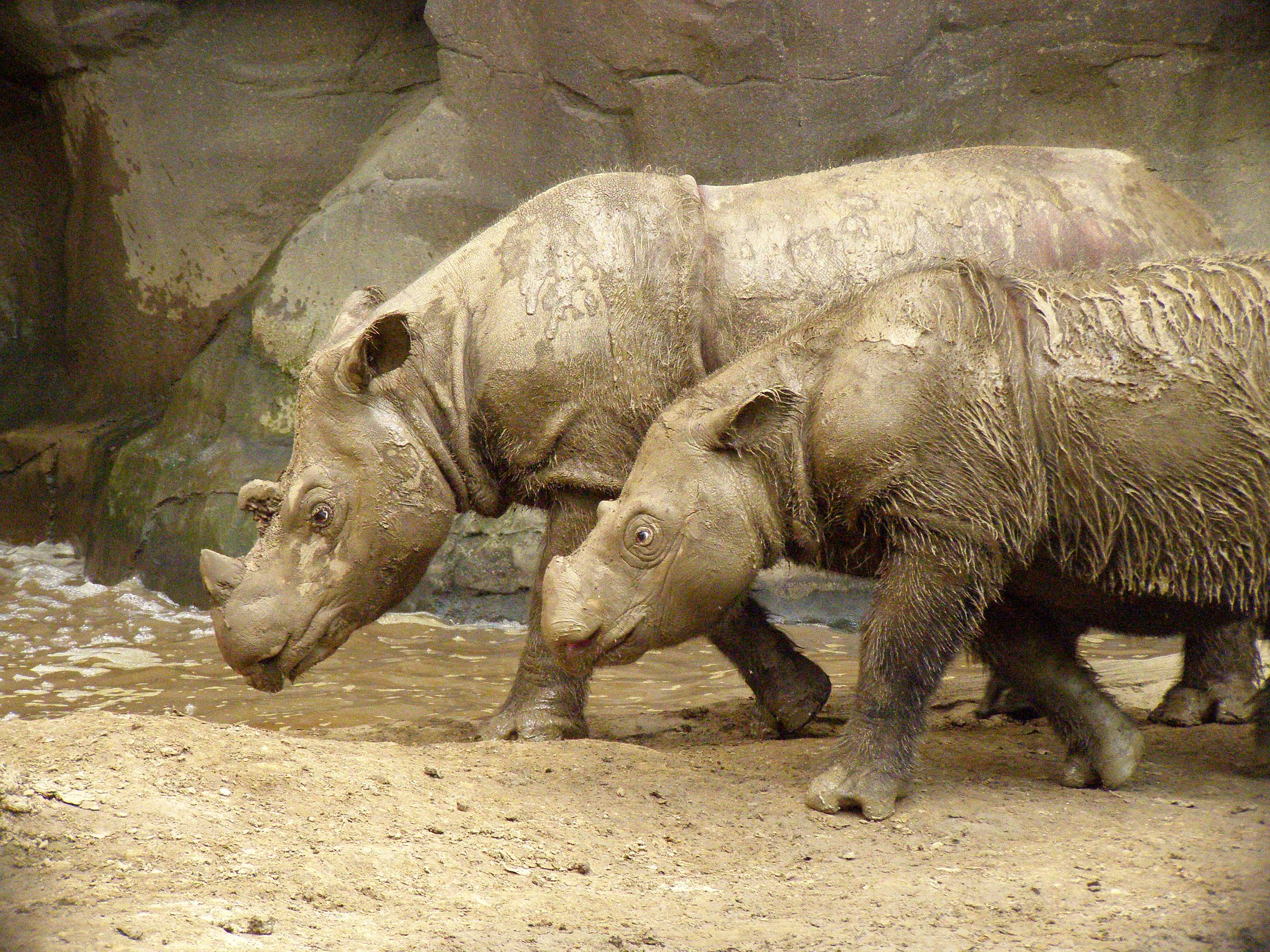
シンシナティ動物園にて飼育されているニシスマトラサイ。

日本では1921年（大正10年）に天王寺動物園がスマトラサイを23,500円で購入した記録が残る。
2020年の時点で日本ではさい科（サイ科）単位で特定動物に指定されており、2019年6月には愛玩目的での飼育が禁止されて2020年6月に施行されている。
2020年の時点では、アメリカ合衆国・オハイオ州のシンシナティ動物園にて2001年と2004年と2006年に、インドネシア・ランプン州のワイ・カンバス国立公園内の「Sumatran Rhino Sanctuary」において2012年と2016年に飼育下での繁殖事例がある。これらの個体はすべてニシスマトラサイである。2014年には、飼育下のニシスマトラサイおよびボルネオサイの交配可能なオプションがほとんど残されていないこと、またボルネオサイの遺伝子の救済（および種全体の保護）も兼ねてメスのニシスマトラサイとボルネオサイのオスの交雑（再現育種も参照）がシンシナティ動物園によって試みられた。しかし、2017年と2019年に両種の飼育個体が相次いで死亡したためにこの試みが失敗しただけでなく、ボルネオサイがマレーシア側で地域絶滅に陥り、ボルネオサイの飼育個体も世界で残り1頭になった。

## 関連画像

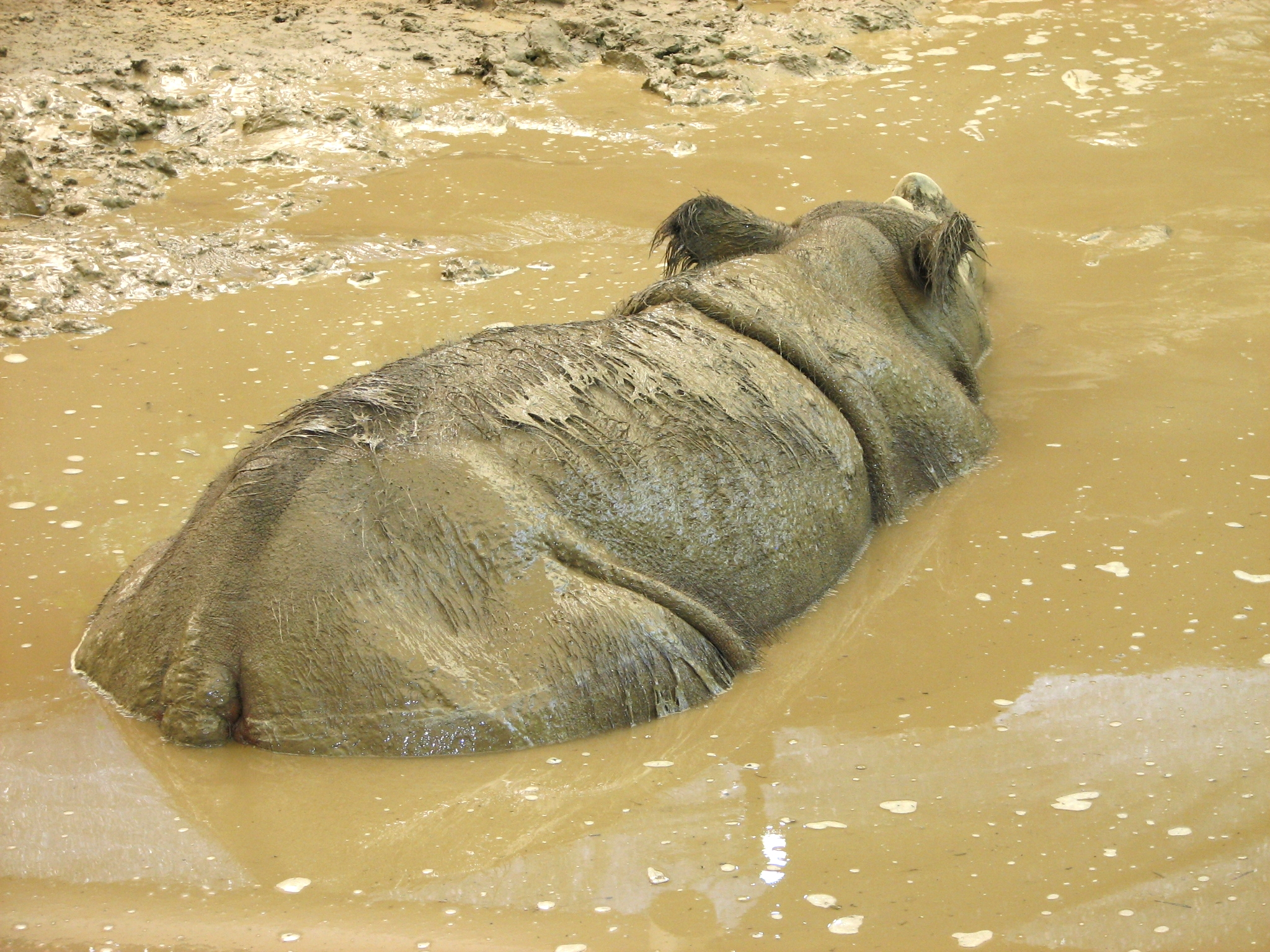
泥浴び（英語版）をするニシスマトラサイ（シンシナティ動物園）。
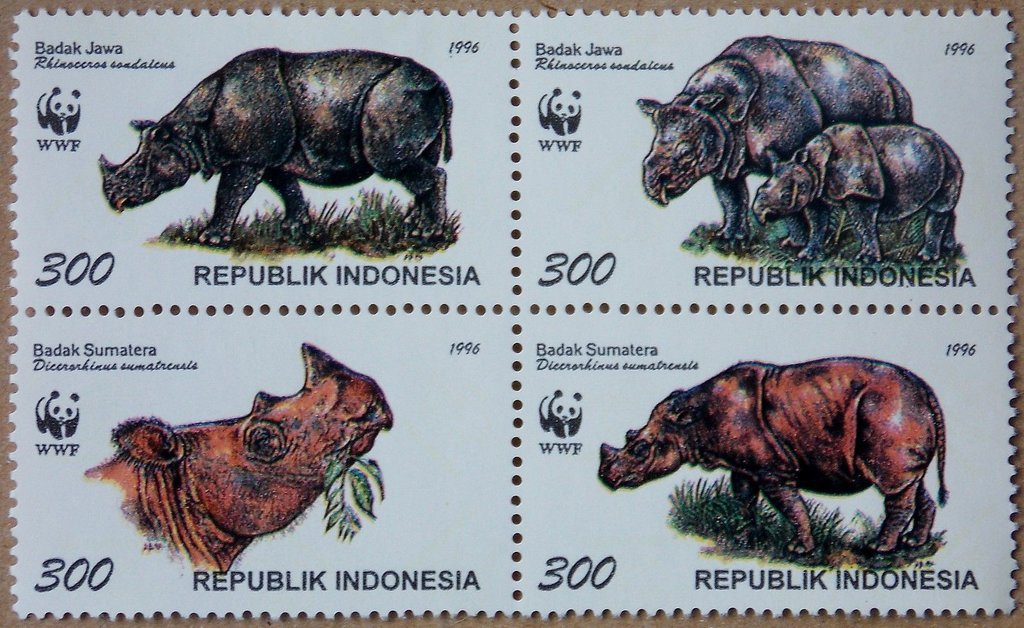
インドネシアの切手に印刷されたスマトラサイ。
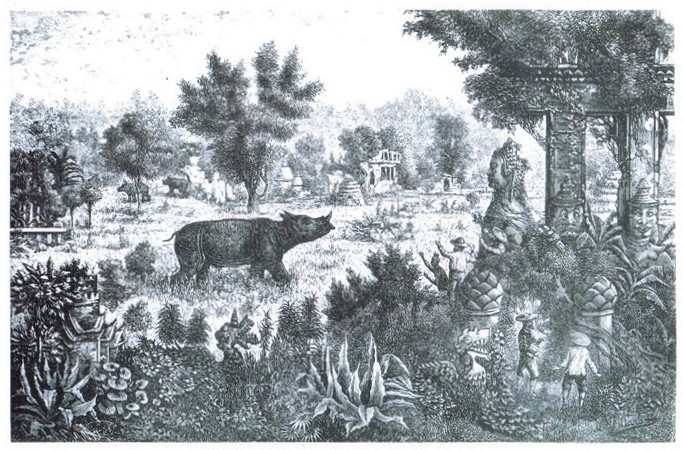
フランシス・ガルニエの探検中に記録された、1867年頃のタイ王国最北部のチェンセーンにキタスマトラサイ（英語版）が生息していた頃の様子を描いた挿絵。 ただし、この絵ではインドサイやジャワサイのように1本角として描かれている。
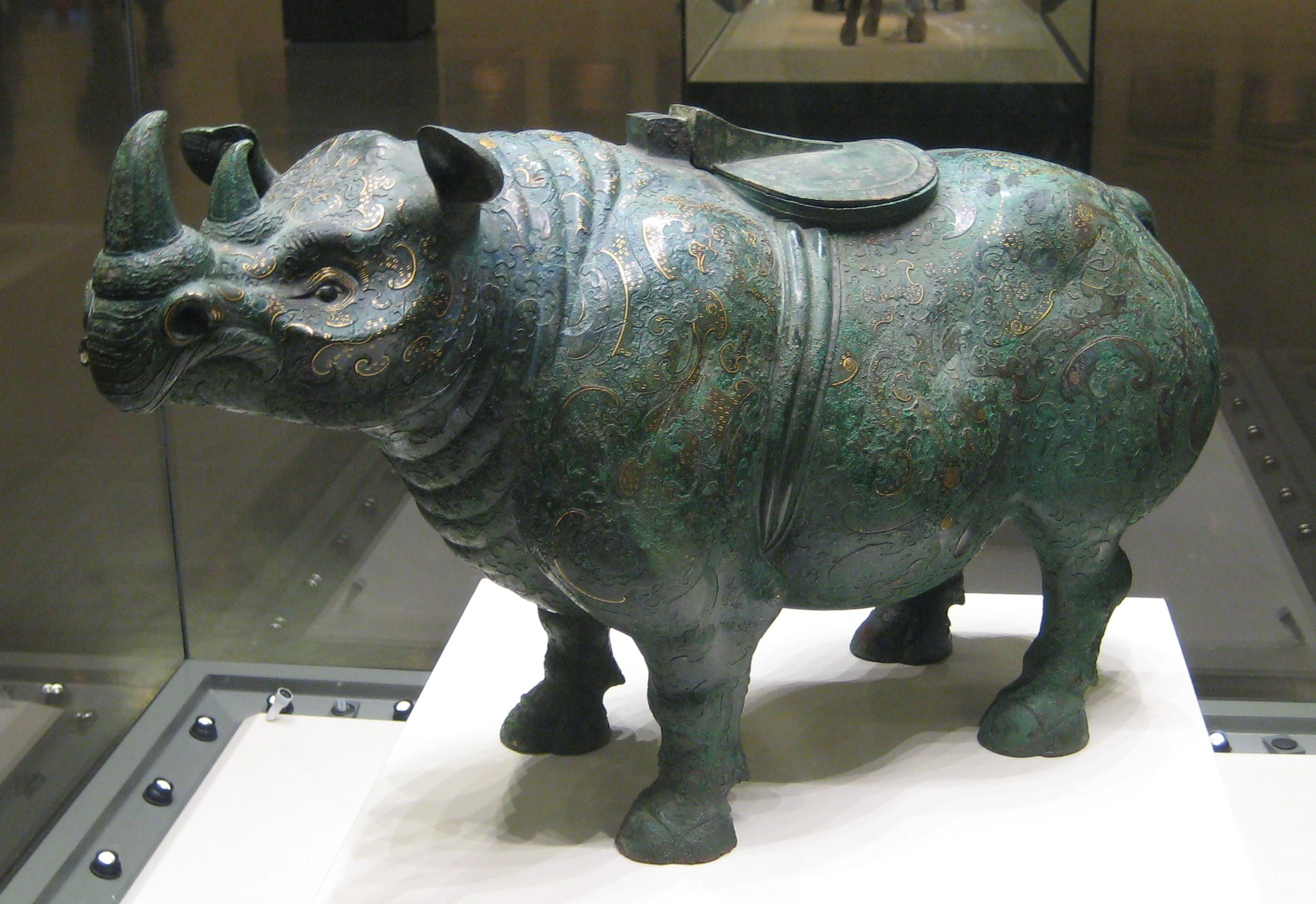
漢王朝の西部で使われていた青銅器製の酒器である尊（Zun）。スマトラサイを思わせる2本角の姿をしている。 当時の中国にはスマトラサイだけでなくジャワサイも生息しており、更新世にはインドサイ、メルクサイ（ニッポンサイ）、ケブカサイ、エラスモテリウムなど多様なサイ科が中国大陸に生息していた（参照）。